# 桑干县 (北魏)
桑干县，中国古县名。
北魏时置，治所在今山西省山阴县东。为桑干郡郡治。孝昌（525年—528年）中省。后置为桑干镇。